# Société sportive d'aviron Astillero
Maillots
Dernière mise à jour : 29 juin 2011.

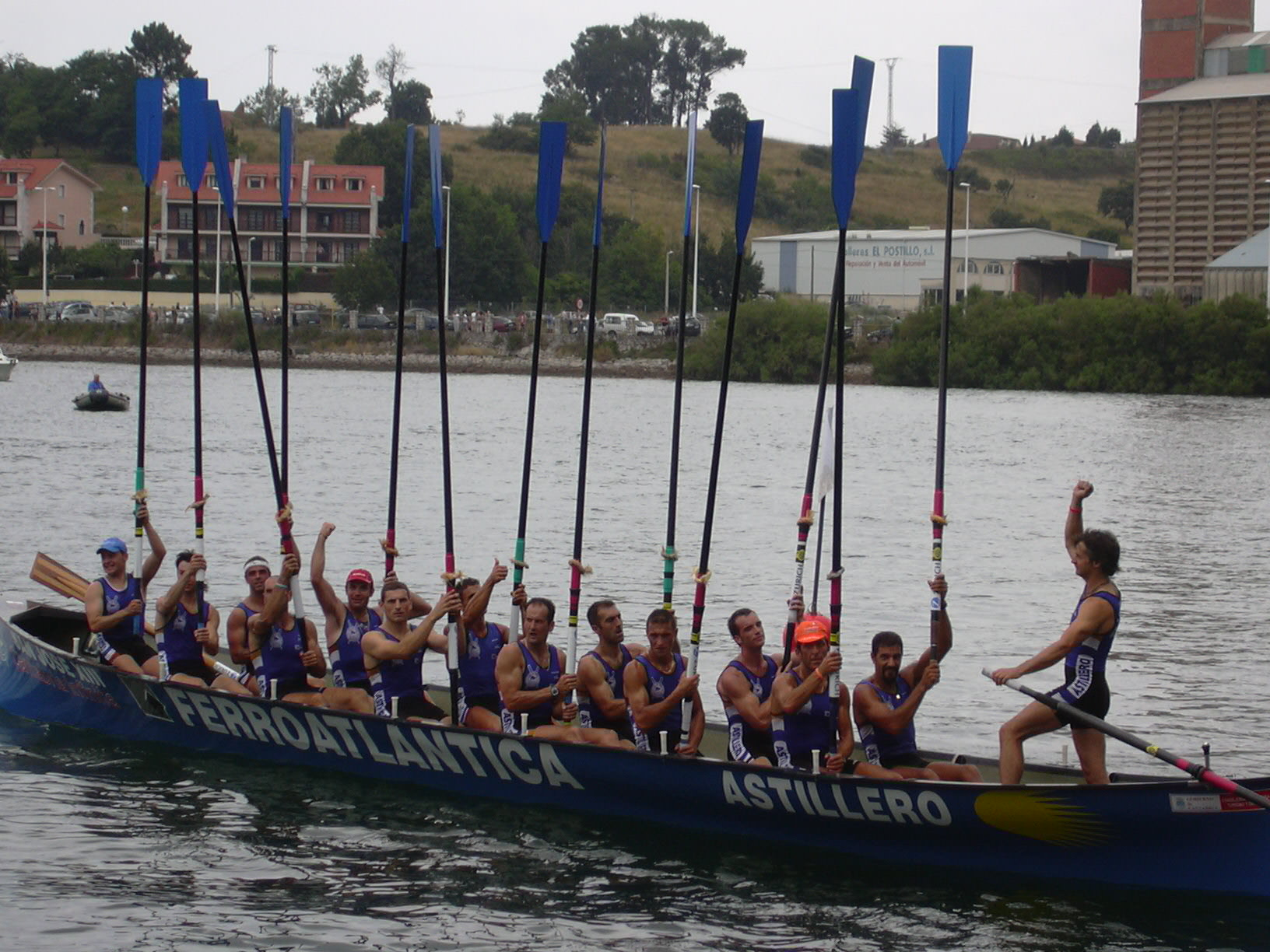
Astillero au Drapeau de La Concha en 2005.

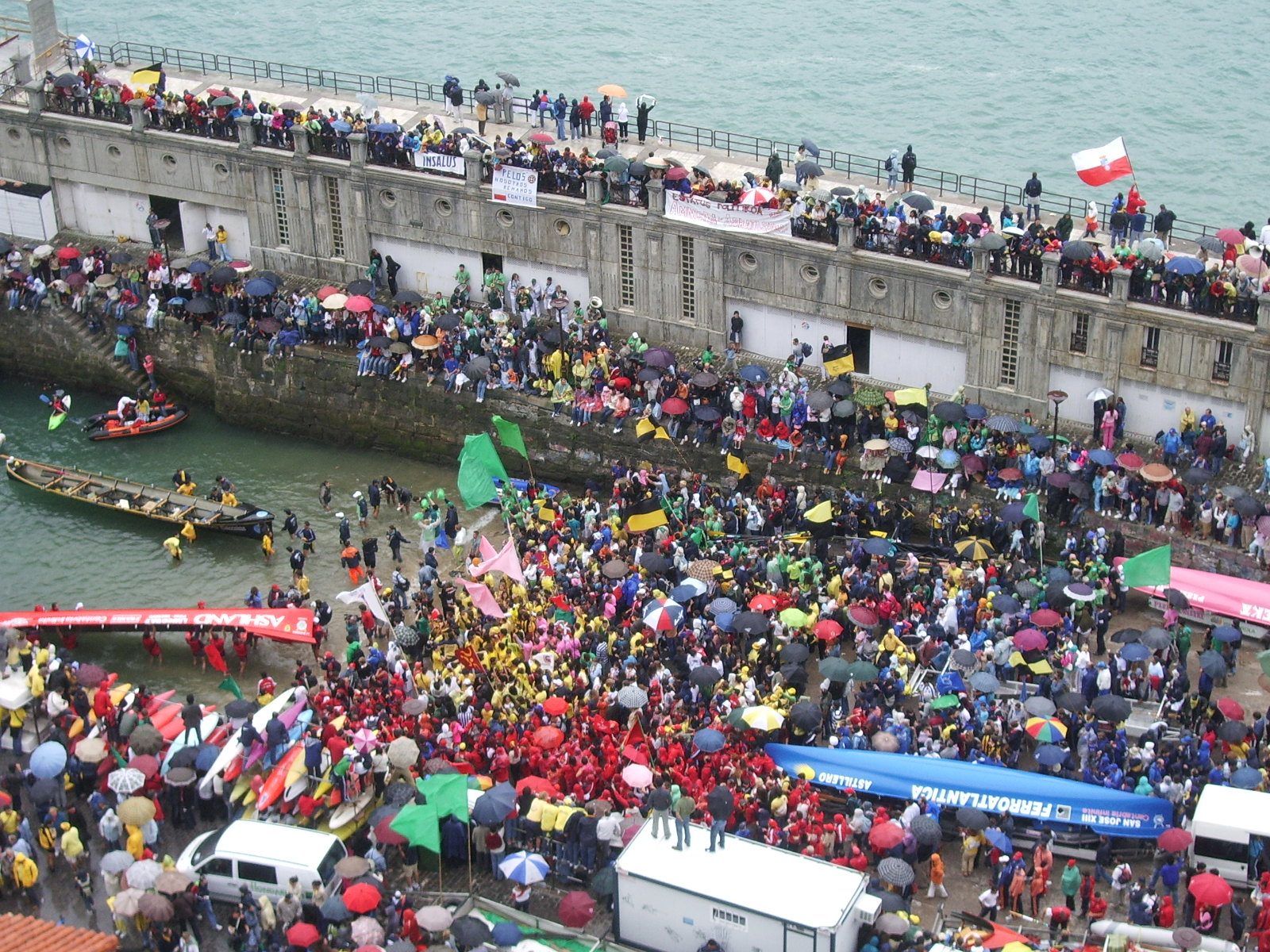
Drapeau de La Concha 2005. À la droite la traînière bleue d'Astillero.

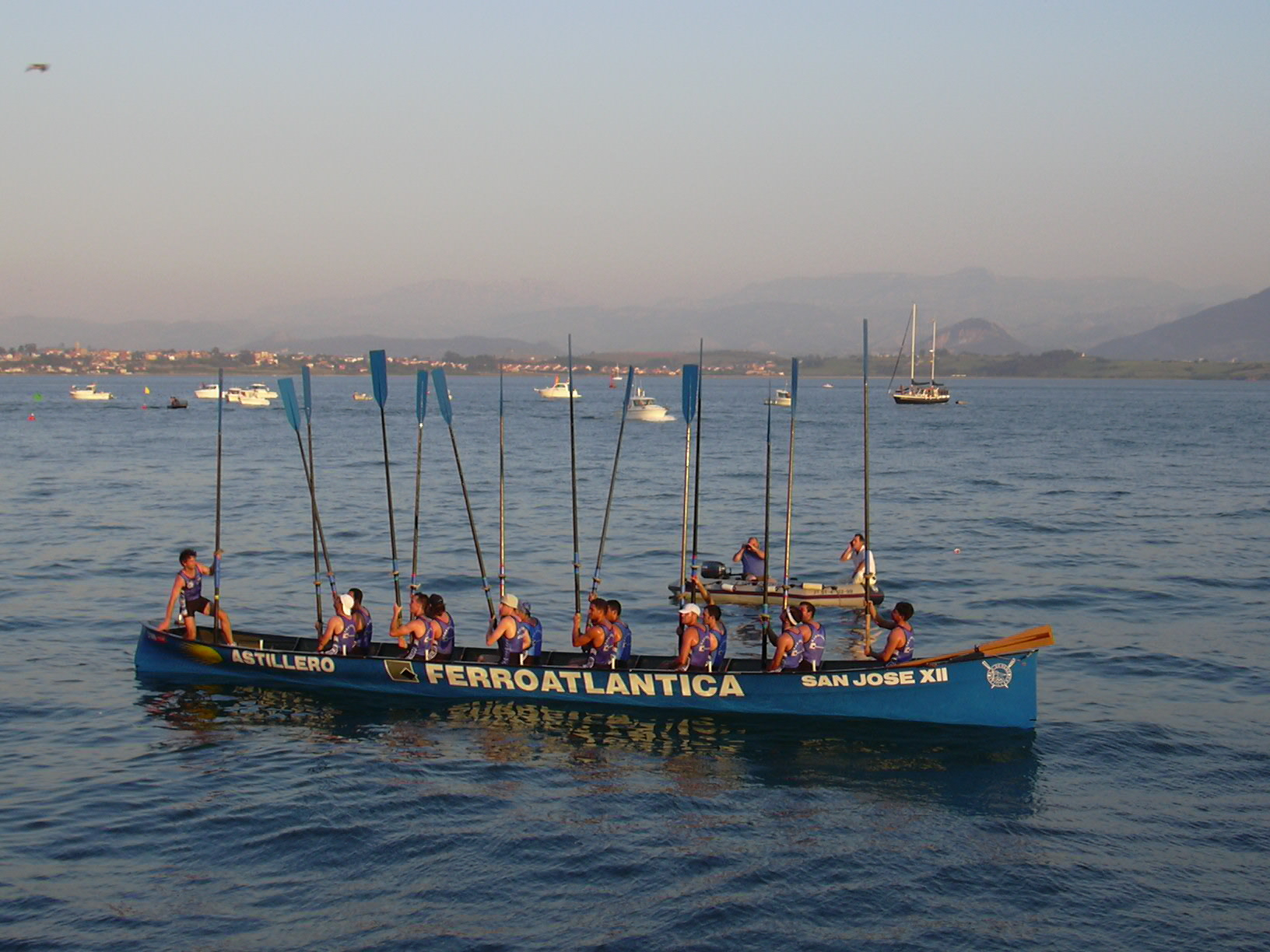
Vainqueur de la Régate Bansander 2003.

La Société Sportive d'Aviron Astillero (Sociedad Deportiva de Remo Astillero en castillan) est un club sportif d'El Astillero, en cantabrie (Espagne) qui a été fondé en 1966 par José Castillo et qui a obtenu d'importants succès tout au long de son histoire. Il a disputé depuis lors de nombreuses régates dans toutes les catégories et disciplines de banc fixe, en batels, trainerillas et traînières et aussi activement dans des épreuves de banc mobile en Espagne et en Europe.
La première régate s'est déroulée le 30 juillet 1966 dans le championnat provincial de traînières dans la baie de Santander. Elle débute à 15 h 30 et se classe 4e. Le barreur est José Luis Valdueza "El indio" (l'indien en castillan), les rameurs ont une tenue bleue et l'embarcation, Icaceta, est prêtée par Peñacastillo.
Son palmarès est très large où il convient de souligner la victoire à deux Drapeaux de La Concha à Saint-Sébastien, 8 Championnats d'Espagne de trainières et plusieurs régates de grande importance comme le Drapeau de Santander.
Le 1er mai 2011, Astillero est redevenu champion d'Espagne de batels dans l'épreuve disputée à Ferrol.

## Histoire
Le 29 juin 1966 est la première référence écrite sur la constitution de la Société Sportive d'Aviron Astillero ou CDR Astillero). Il se passera de nombreuses années entre le début de cette aventure et la participation ininterrompue dans les épreuves de l'aviron cantabre et espagnol.
En résumé de l'histoire du club et idiosyncrasie avec la phrase suivante :
« Somos lo que fuimos. El pasado es un trampolín que nos lanza al futuro, sin dejar de reconocer que siempre seremos deudores de nuestros antecesores. »
« Nous sommes ce que nous avons été. Le passé est un tremplin qui nous lance vers le futur, sans cesser de reconnaître que nous serons toujours redevables de nos prédécesseurs » - Ortega y Gasset.
Champion de la première compétition de la Ligue ACT en 2003. En 2005 gagne à nouveau la Ligue ACT. Durant la saison 2009 Astillero retourne à l'ACT après avoir gagné la Ligue ARC et obtenu la promotion dans les Play-off avec San Juan.

## Palmarès

### Championnats nationaux
- 8 Championnat d'Espagne de trainières : 1972, 2000, 2002, 2003, 2004, 2005, 2006 et 2008.
- 2 Championnat d'Espagne de trainerillas.
- 6 Championnat d'Espagne de batels.
- 3 Championnat d'Espagne d'aviron Olympique 8+ ABM.
- 2 Coupe del Generalísimo : 1971 et 1972.
- 2 Ligue San Miguel : 2003 et 2005.
- 1 Jeux de Cantabrie : 1973.

### Championnats régionaux
- 16 Championnat de Cantabrie de trainières: 1967, 1970, 1971, 1973, 1976, 1978, 1983, 1998, 1999, 2000, 2003, 2004, 2005, 2006, 2008 et 2009.
- 7 Championnat de Cantabrie de Trainerillas.
- 10 Championnat de Cantabrie de Batels.
- 4 Championnat de Cantabrie d'aviron Ergomètre..
- 1 Trophée El Diario Montañés: 2003.

### Drapeaux

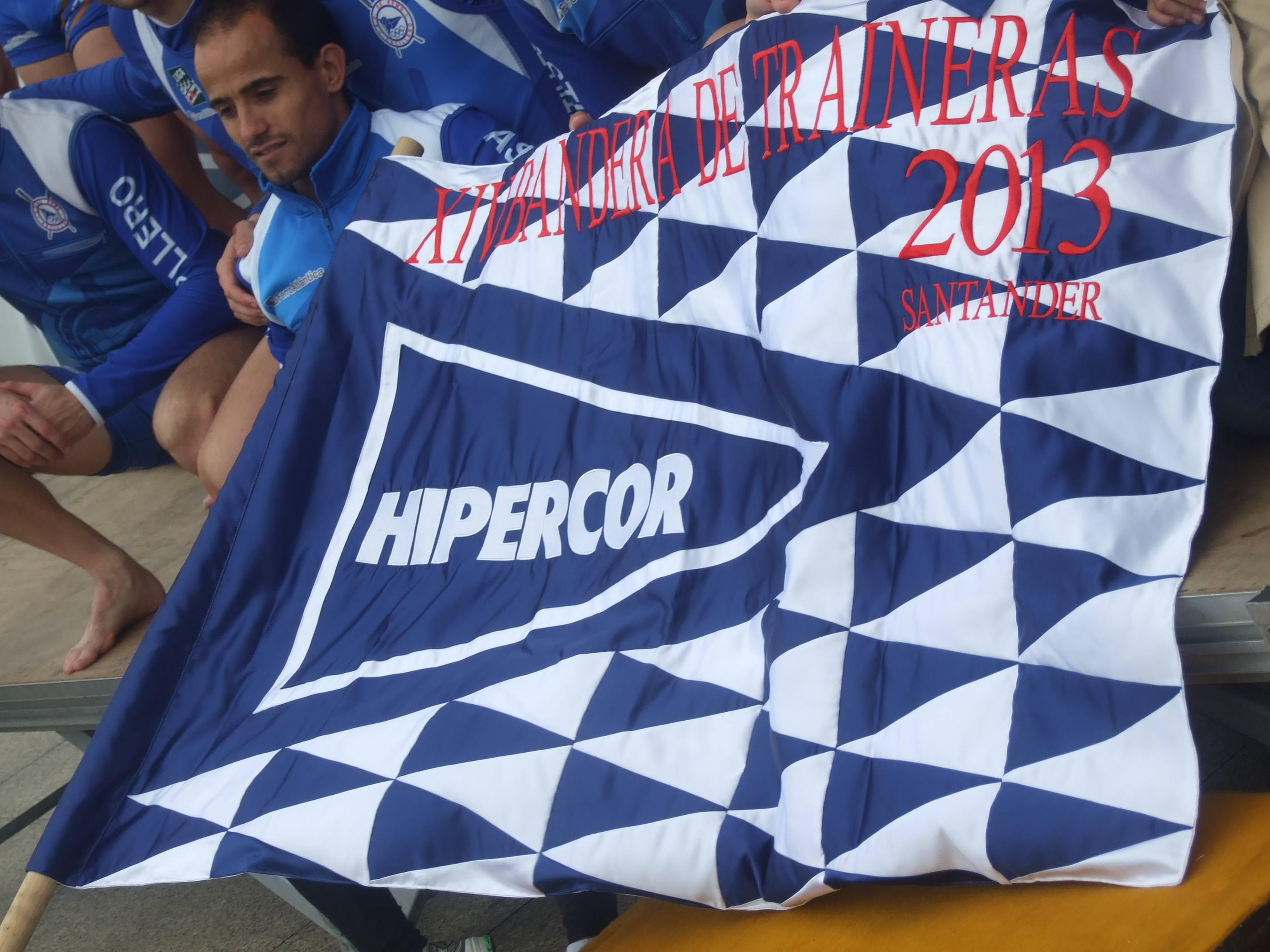
Drapeau Hipercor 2013

- 5 Drapeau de Santander: 1970, 1971, 1972, 1998 et 2008.
- 1 Régate 50º anniversaire de Pedreña: 1970.
- 2 Grand Prix du Nervion: 1971 et 1972.
- 2 Trophée Prince des Asturies: 1971 et 1972.
- 5 Drapeau de Santoña: 1971, 1972, 1975, 1976 et 1998.
- 13 Grand Prix d'Astillero: 1971, 1972, 1975, 1976, 1978, 1998, 1999, 2000, 2002, 2004, 2005, 2008 et 2009.
- 5 Drapeau Marina de Cudeyo: 1971, 1978, 1983, 1998 et 2005.
- 2 Drapeau Pasaia San Pedro: 1972 et 2005.
- 1 Drapeau de Beraún: 1972.
- 1 Régate Pro-Rameurs Orio: 1972.
- 1 Drapeau Damificados Jaizkibel: 1972.
- 1 Hommage Postume Xabier Barandiaran: 1972.
- 1 Trophée Finanzauto: 1973.
- 3 Drapeau Ciudad de Castro Urdiales: 1975, 2003 et 2009.
- 2 Drapeau de Zarautz: 1976 et 2003.
- 1 Drapeau de Laredo: 1976.
- 8 Drapeau Sotileza: 1978, 1982, 1994, 2002, 2004, 2005, 2006 et 2008.
- 6 Drapeau du Real Astillero de Guarnizo: 1982, 1999, 2004, 2005, 2008 et 2009.
- 1 Drapeau de Koxtape: 1998.
- 1 Drapeau du Gouvernement Regional: 1998.
- 5 Drapeau de La Rioja: 1999, 2000, 2004, 2005 et 2009.
- 7 Drapeau Bansander: 1999, 2001, 2003, 2004, 2005, 2006 et 2010.
- 2 Drapeau de Ondarroa: 1999 et 2009.
- 1 Grand Prix Metavi: 1999.
- 1 Trophée S.D. de Remo Astillero: 1999.
- 1 Drapeau de Getxo: 2000.
- 3 Drapeau de Flavióbriga: 2000, 2002 et 2003.
- 6 Drapeau Hipercor: 2000, 2003, 2004, 2013, 2014 et 2016.
- 1 Drapeau de la Société Sportive d'aviron Castro Urdiales: 2000.
- 1 Drapeau Ferroatlántica: 2000.
- 1 Drapeau de Pontejos: 2000.
- 2 Drapeau de Hondarribia: 2002 et 2005.
- 1 Régate Qualificative Ligue Basque A: 2002.
- 2 Régates Qualificatives Drapeau de La Concha: 2002 et 2003.
- 2 Drapeau de La Concha: 2003 et 2004.
- 5 Drapeau Caja Cantabria: 2003, 2004, 2005, 2008 et 2009.
- 2 Drapeau de Pereira-Tirán: 2003 et 2004.
- 1 Drapeau Concello do Boiro: 2003.
- 2 Drapeau SDR Pedreña: 2003 et 2005.
- 2 Drapeau BBK- El Correo: 2003 et 2005.
- 1 Drapeau Concello do O Grove: 2003.
- 2 Drapeau de Orio: 2003 et 2008.
- 1 Drapeau ONO: 2003.
- 1 Drapeau PRC: 2003.
- 2 Drapeau Telefónica: 2003 et 2005.
- 1 Drapeau BBK-Nervion: 2003.
- 2 Drapeau de Lekeitio: 2004 et 2005.
- 2 Drapeau de Bermeo: 2004 et 2005.
- 1 Drapeau Eibar Inmobiliario/Orio: 2004.
- 2 Drapeau Port de Pasaia: 2004 et 2005.
- 1 Drapeau Tierra de Jubileo: 2004.
- 1 Drapeau de Plentzia: 2005.
- 2 Drapeau de Trintxerpe: 2005 et 2008.
- 1 Drapeau Concello Vigo: 2005.
- 2 Drapeau Outón Fernández: 2005 et 2008
- 1 Drapeau El Corte Inglés: 2005.
- 1 Trophée Champions Lekeitio: 2005.
- 1 Drapeau Mairie de Gozón: 2008
- 1 Drapeau de La Maruca: 2008
- 1 Drapeau de Saint Jean de Luz: 2008
- 1 Drapeau Areatako: 2008
- 1 Drapeau del Besugo: 2008
- 1 Drapeau d'Errenteria: 2008.
- 1 Drapeau d'Algorta-Getxo: 2008.
- 1 Drapeau Villa de Bilbao: 2008.
- 1 Drapeau Ría del Asón: 2008.
- 1 Drapeau d'Erandio: 2008.
- 1 Drapeau de San Vicente de la Barquera: 2008.
- 1 Drapeau de Santurce: 2009.
- 1 Drapeau d'Elantxobe: 2009.
- 1 Contre-la montre de Astillero: 2009.
- 1 Drapeau de Camargo: 2009.
- 1 Drapeau Petronor: 2009.
- 1 Drapeau Noble Villa de Portugalete: 2009.
- 1 Drapeau de Pasaia: 2009.
- 1 Drapeau de Kaiku: 2010.
- 2 Contre la montre El Socorro: 2010 et 2011.
- 1 Memorial Luis Valdueza.

### Sources
- (es) Cet article est partiellement ou en totalité issu de l’article de Wikipédia en espagnol intitulé « Sociedad Deportiva de Remo Astillero » (voir la liste des auteurs).